# Göta, Lilla Edets kommun
För andra betydelser, se Göta.
Göta är en tätort i Lilla Edets kommun, belägen strax söder om centralorten Lilla Edet. Den ligger på östra sidan Göta älv och passeras av väg E45 och Lilla Edet-banan.

## Historia
Samhället hette ursprungligen Haneström. 1906 öppnades en järnvägsstation på platsen, och "Haneström" ansågs för likt "Hagaström" i Gästrikland, varför stationens namn i stället blev Göta, vilket så småningom blev namn även på samhället.
Göta var från början ett brukssamhälle och har vuxit upp runt godset Haneström, tillhörigt ätten Ollonberg. Det har tidigare haft tegelbruk, kulörfabrik och massabruk. Största företaget var länge sulfitfabriken och spritsulfitfabriekn Sulfit AB Göta, grundad 1905 vilken 1930 hade omkring 300 anställda.
Fredagen den 7 juli 1957 klockan 11.25, inträffade ett större jordskred i samhället Göta, på AB Göta Bruks fabriksområde. Stora delar av fabrikens anläggning och fabriksområde gled ut i Göta älv. Rassträckan var 1 200 meter lång. Tre personer omkom, flera skadades och de materiella skadorna var omfattande. Idag syns inget från raset och mitt i rasområdet ligger i dag Storels lager.

### Befolkningsutveckling
| Befolkningsutvecklingen i Göta 1960–2020 | Befolkningsutvecklingen i Göta 1960–2020 | Befolkningsutvecklingen i Göta 1960–2020 | Befolkningsutvecklingen i Göta 1960–2020 | Befolkningsutvecklingen i Göta 1960–2020 |
| ---------------------------------------- | ---------------------------------------- | ---------------------------------------- | ---------------------------------------- | ---------------------------------------- |
|                                          |                                          |                                          |                                          |                                          |
| År                                       |                                          |                                          | Folkmängd                                | Areal (ha)                               |
| 1960                                     | 1960                                     |                                          | 724                                      |                                          |
| 1965                                     | 1965                                     |                                          | 816                                      |                                          |
| 1970                                     | 1970                                     |                                          | 809                                      |                                          |
| 1975                                     | 1975                                     |                                          | 628                                      |                                          |
| 1980                                     | 1980                                     |                                          | 916                                      |                                          |
| 1990                                     | 1990                                     |                                          | 1 104                                    | 99                                       |
| 1995                                     | 1995                                     |                                          | 977                                      | 99                                       |
| 2000                                     | 2000                                     |                                          | 970                                      | 102                                      |
| 2005                                     | 2005                                     |                                          | 962                                      | 102                                      |
| 2010                                     | 2010                                     |                                          | 920                                      | 102                                      |
| 2015                                     | 2015                                     |                                          | 1 002                                    | 140                                      |
| 2020                                     | 2020                                     |                                          | 1 231                                    | 143                                      |
|                                          |                                          |                                          |                                          |                                          |

## Näringsliv
Största arbetsgivare i dag är elgrossisten Storel, men merparten av de förvärvsarbetande pendlar numera ut till andra orter.